# Jean Albert Marie Auguste Bernard
Jean Albert Marie Auguste Bernard (1916-2000) fut évêque de Nancy et de Toul, et primat de Lorraine, de 1972 à 1991.

## Biographie
Jean Albert Marie Auguste Bernard est né le  3 mai 1916 à Béziers.
Il a été ordonné prêtre le 21 octobre 1945 à Nancy.
Il est sacré évêque auxiliaire de Besançon le 10 février 1968, avec pour titre évêque in partibus infidelium de Vicus Turris (de).
Désigné évêque de Nancy le 7 janvier 1972, il démissionne de cette charge le 30 novembre 1991.
Il est décédé le 11 novembre 2000. Il est enterré dans la crypte de la chapelle des évêques à la cathédrale de Nancy.[réf. nécessaire]